# Шулдан
Монастырь Христа Спасителя «Шулдан» (укр. Монастир Христа Спасителя «Шулдан») — пещерный монастырь в Крыму. Расположен вблизи современного села Терновка в Севастополе. Название «Шулдан» переводится как «отдающий эхо», или «неприступное место».

## История
Монастырь состоит из двух пещерных храмов и двадцати помещений культового и хозяйственного назначения, расположенных в два яруса.
Он был основан в VIII веке монахами-иконопочитателями, беженцами из Византии, которые бежали оттуда в период борьбы с иконами императоров (басилевсов) Византии из Исаврийской династии Львом и Константином Копронимом. Скорее всего, они были монахами с Афона и имели опыт строительства монастырей в пещерах. В дальнейшем, скорее всего, был составной частью монастыря Чилтер-Мармара. Монахи, жившие в Шулдане, занимались виноградарством и виноделием. Монастырь действовал до XV—XVI веков, то есть к периоду установления власти Османской империи на крымских землях и гибели княжества Феодоро. В искусственных пещерах до сих пор сохранились фрески XII—XIII веков.

По описанию Петра Палласа 1794 года, в труде «Наблюдения, сделанные во время путешествия по южным наместничествам Русского государства» 
…деревня Мармора, прежде населенная греками и теперь покинутая… …у скалы называемую Чаплак-кая, в уступе которой выдолблены кельи монахов, сходные с инкерманскими, известные здесь под названием Кара-коба, затем далее - под именем Шулдан…
Сейчас здесь снова живут монахи.

## Галерея

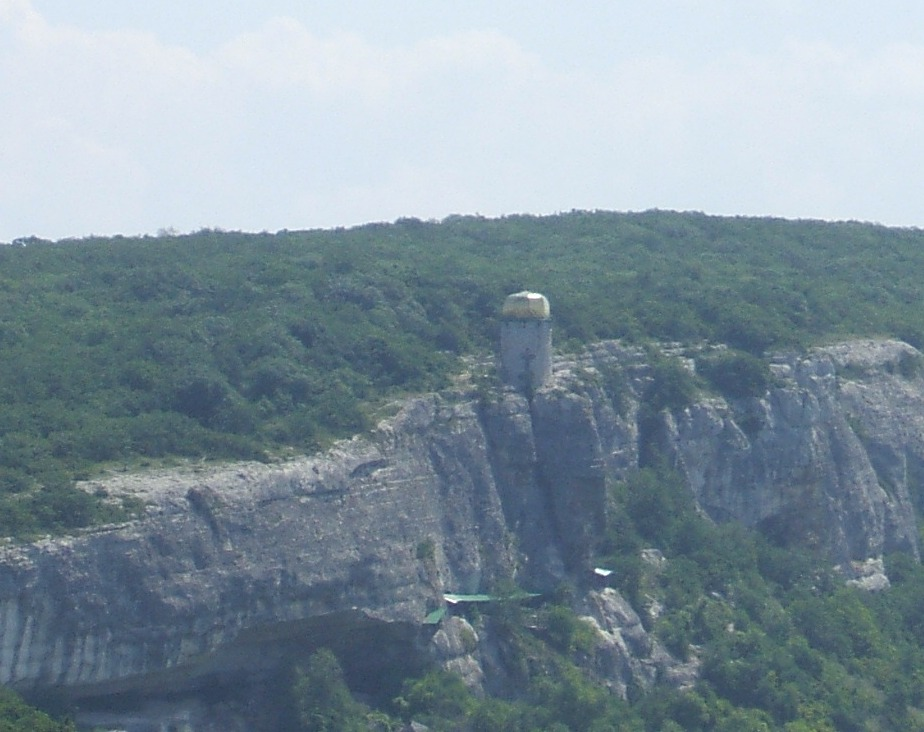
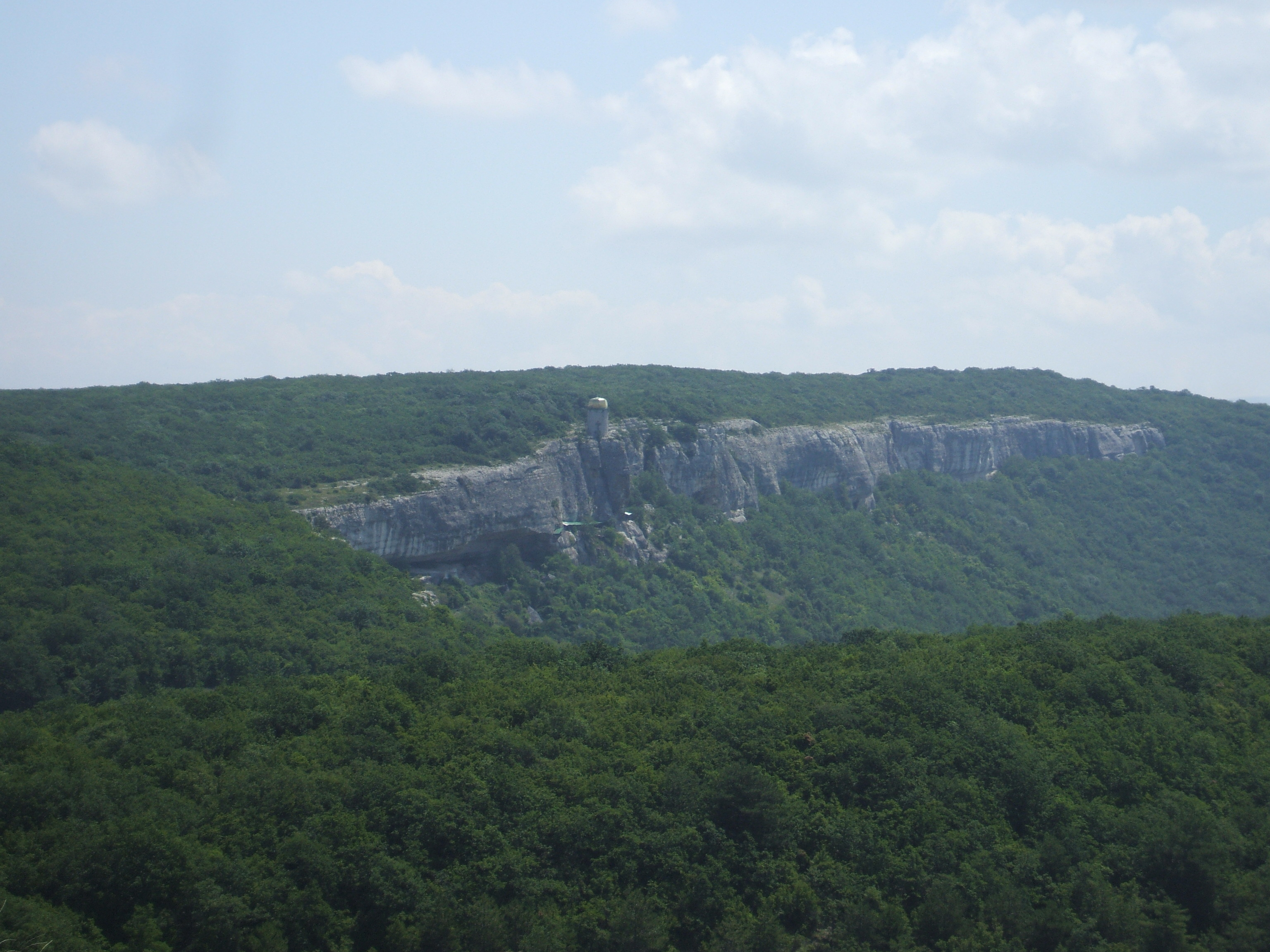
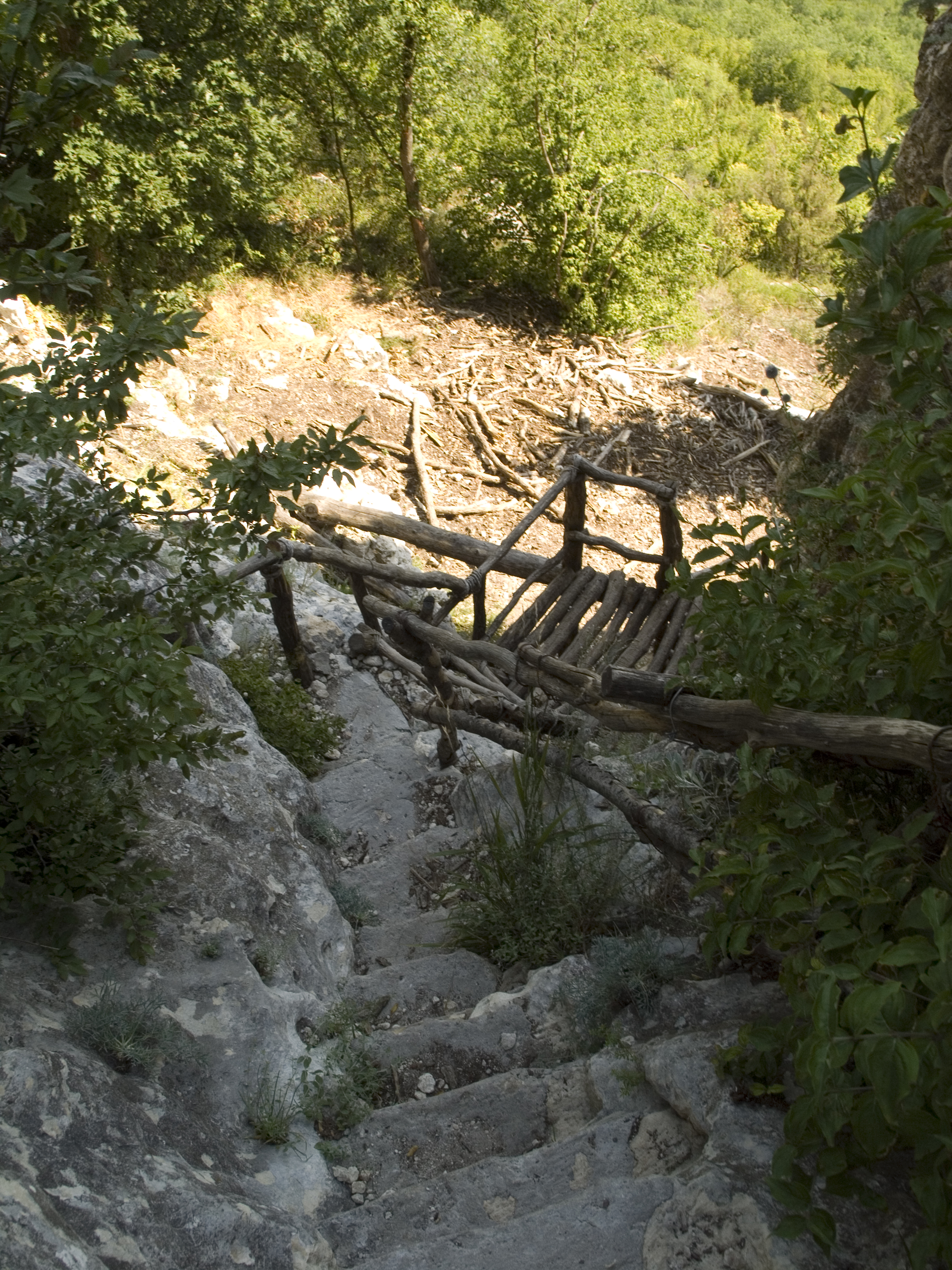
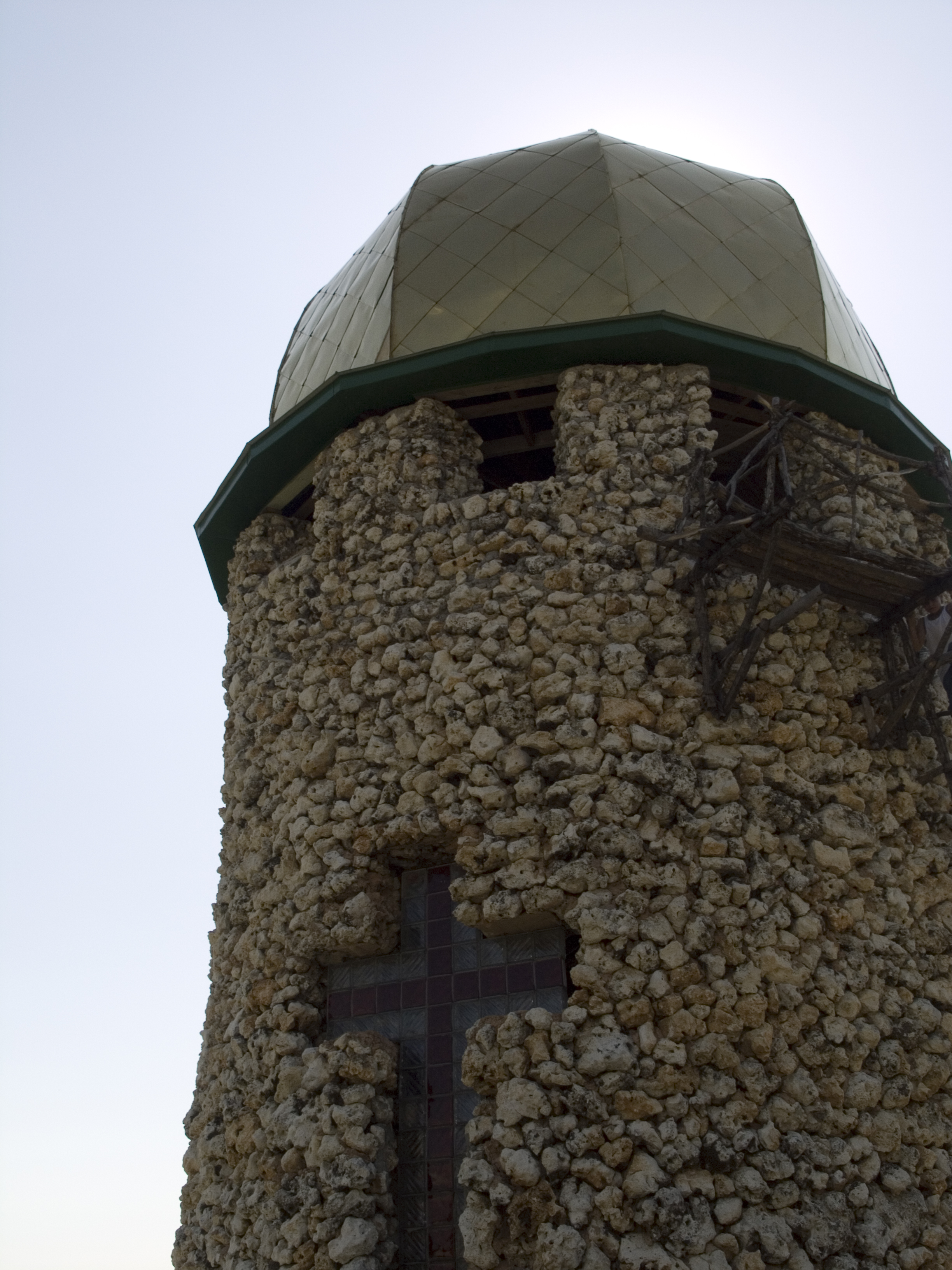
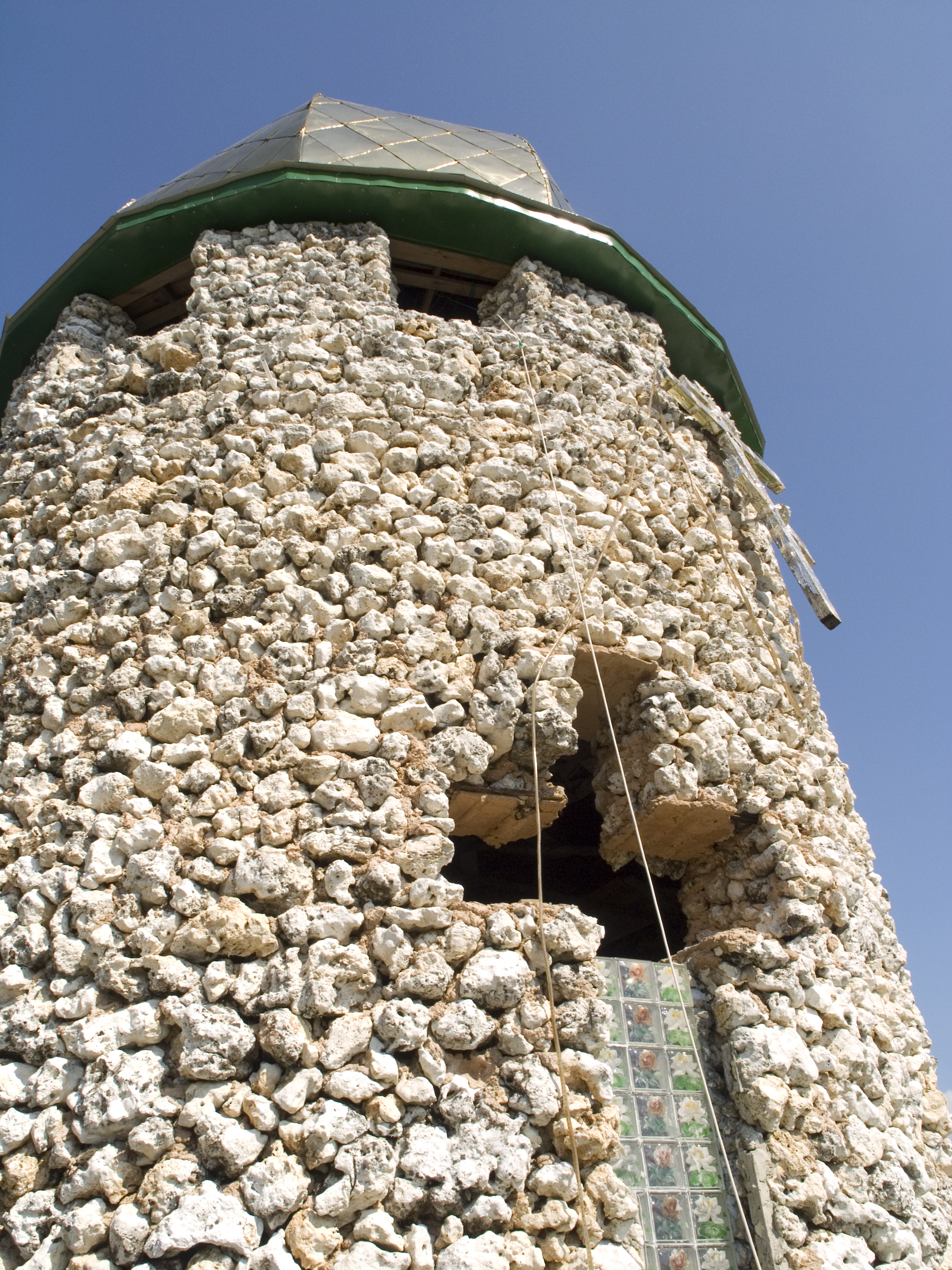
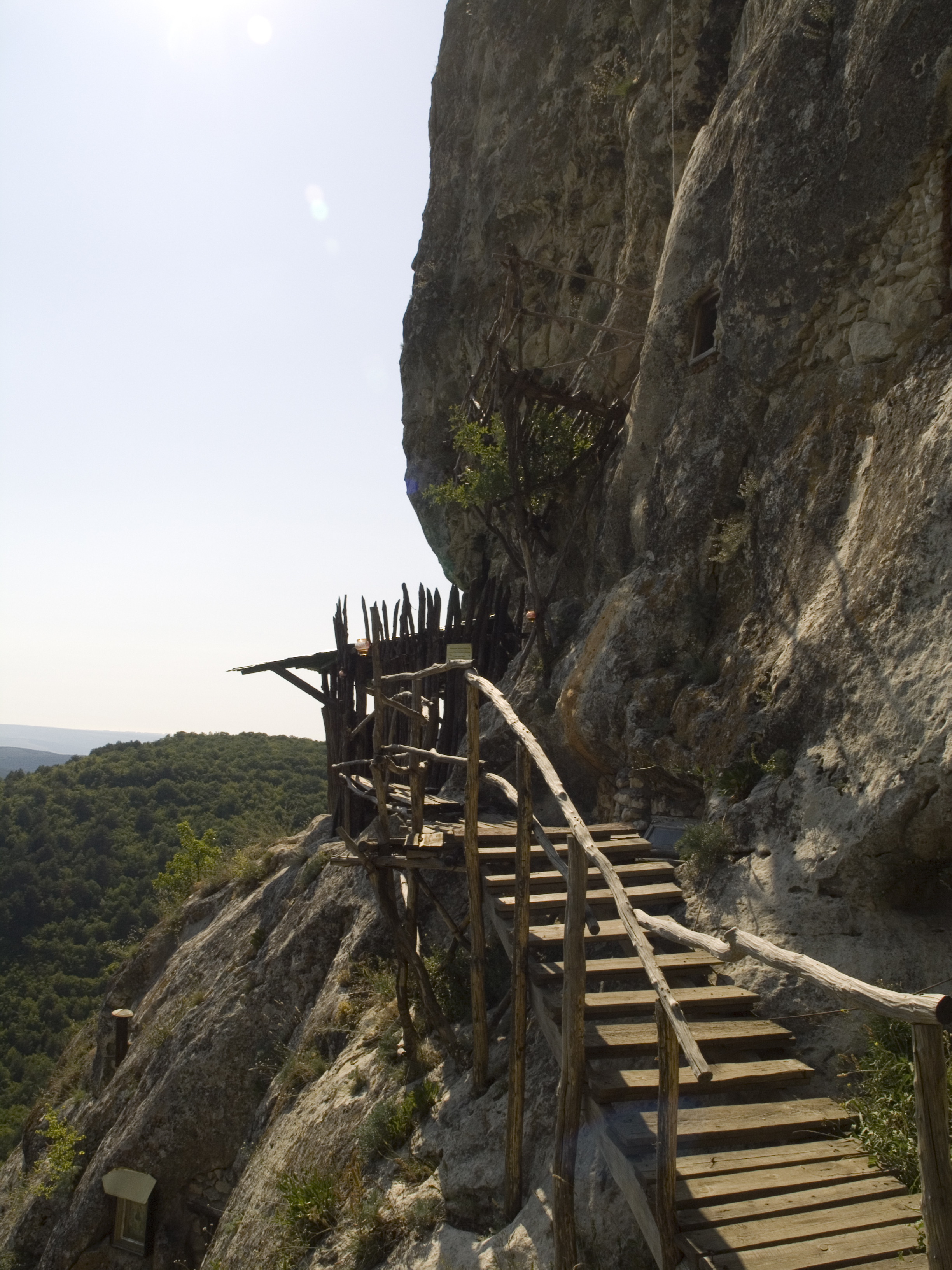
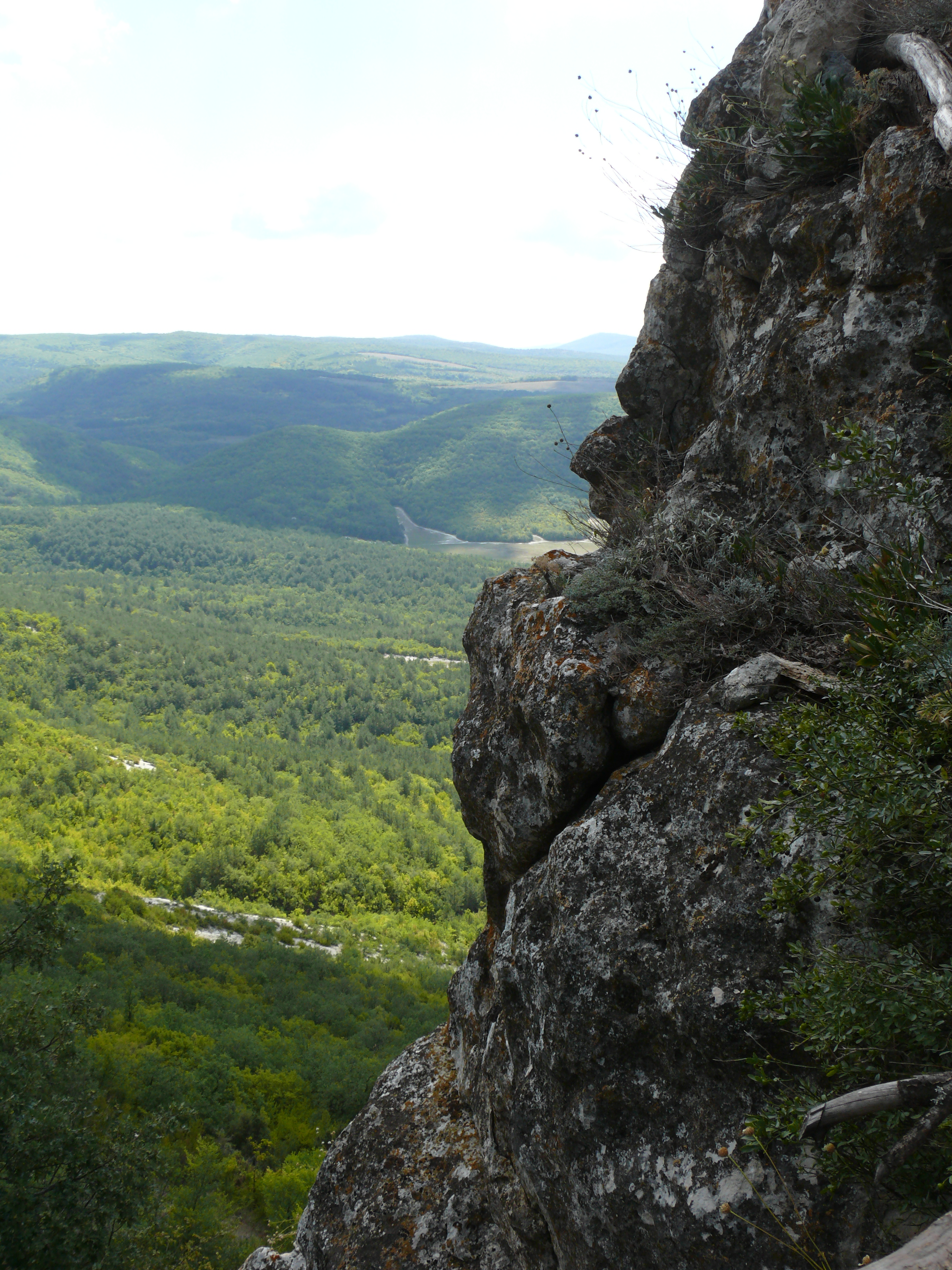